# Gihad Islàmic
|  | No s'ha de confondre amb Gihad Islàmic palestí o Gihad. |

El Gihad Islàmic egipci (àrab: الجهاد الإسلامي المصري, al-Jihād al-Islāmī al-Miṣrī) o, simplement, Gihad Islàmic és un grup armat islamista, classificat com a terrorista per alguns governs. Els seus orígens es remunten als anys setanta, format amb efectius procedents dels Germans Musulmans. El seu objectiu declarat és el d'enderrocar l'actual règim vigent a Egipte instaurant en el seu lloc un Estat islàmic i atacar interessos estatunidencs i israelians tant a Egipte com a l'estranger.
La seva activitat armada s'ha destacat per atemptats contra altes personalitats del govern, com ara ministres o l'assassinat del mateix president Anwar el-Sadat el 1981.
El 1985, un atemptat a Madrid, reivindicat pel Gihad Islàmic, provoca 18 morts i 82 ferits en el restaurant El Descanso, freqüentat per militars estatunidencs.
El 1992, amb l'organització rival Al Gamma'a Al Islamiyya van llançar una campanya d'atemptats contra el govern que es va cobrar 1.300 vides al llarg de la dècada, incloent policies, funcionaris, cristians coptes i turistes, a més de l'atemptat contra l'ambaixada egípcia a Islamabad el 1995.
Sembla que aquesta campanya coincidiria amb el relleu de poder dins de l'organització de les mans d'Al-Sharif a les d'Ayman al-Zawahirí el 1991, facció que va acabar per fusionar-se amb l'organització Al-Qaida dintre del teatre d'operacions a l'Afganistan.